# 仲西翔自
仲西 翔自（なかにし しょうじ、1982年4月2日 - ）は、日本の元男子プロバスケットボール選手である。ポジションはフォワード。

## 来歴
鳥取県米子市出身。10歳の時にバスケットボールを始める。湊山中学校を卒業後、米子西高校に進学。少年国体の鳥取県代表メンバーに2度選出される。大学は日本大学に進学。インカレ3位に貢献。卒業後、鳥取城北高に勤務していたが、プロを目指しbjリーグ合同トライアウトを受験。
2007年、アーリーチャレンジ制度により東京アパッチと契約。シーズン終了後のドラフトで東京より2巡目指名を受ける。2010年のエクスパンション・ドラフトにて島根スサノオマジックに一巡目で指名された。
2011-12シーズン、2012-13シーズンと浜松・東三河フェニックスでプレーした後、フリーエージェント権を行使し、信州ブレイブウォリアーズに移籍。また、信州から大阪エヴェッサに移籍した呉屋貴教に代わり、キャプテンに就任した。浜松から信州へは河合竜児ヘッドコーチ、ジェフリー・パーマーも共に移籍している。
2015-16シーズン、新潟アルビレックスBBに移籍。シーズン終了後、現役引退が発表された。

## 記録
| シーズン | チーム | GP | GS | MPG  | FG%  | 3P%  | FT%  | RPG | APG | SPG | BPG | TO  | PPG |
| -------- | ------ | -- | -- | ---- | ---- | ---- | ---- | --- | --- | --- | --- | --- | --- |
| 2013-14  | 信州   | 44 |    | 19.2 | .328 | .232 | .886 | 2.1 | 1.0 | 0.5 | 0.0 | 0.8 | 6.1 |
| 2014-15  | 信州   | 50 |    | 21.3 | .337 | .236 | .897 | 2.0 | 3.1 | 0.5 | 0.0 | 0.8 | 3.5 |